# ماثيو ستافورد
ماثيو ستافورد (بالإنجليزية: Matthew Stafford)‏ هو سياسي أيرلندي، ولد في 1852، وتوفي في 12 يونيو 1950.

## مناصب
- انتخب عضو مجلس الشيوخ من أيرلندا عن دائرة الأعضاء المعينون في مجلس الشيوخ الأيرلندي [الإنجليزية]‏ وقد انضم خلال فترته النيابية ‏ (27 أبريل 1938 – 22 يوليو 1938) للكتلة البرلمانية فيانا فايل.
- انتخب عضو مجلس الشيوخ من أيرلندا عن دائرة الأعضاء المعينون في مجلس الشيوخ الأيرلندي [الإنجليزية]‏ وقد انضم خلال فترته النيابية ‏ (7 سبتمبر 1938 – 14 يوليو 1943) للكتلة البرلمانية فيانا فايل.
- انتخب عضو مجلس الشيوخ من أيرلندا عن دائرة الأعضاء المعينون في مجلس الشيوخ الأيرلندي [الإنجليزية]‏ وقد انضم خلال فترته النيابية ‏ (8 سبتمبر 1943 – 5 يوليو 1944) للكتلة البرلمانية فيانا فايل.
- انتخب عضو مجلس الشيوخ من أيرلندا عن دائرة الأعضاء المعينون في مجلس الشيوخ الأيرلندي [الإنجليزية]‏ وقد انضم خلال فترته النيابية ‏ (18 أغسطس 1944 – 12 مارس 1948) للكتلة البرلمانية فيانا فايل.